# تیم ملی بسکتبال مردان برمودا
تیم ملی بسکتبال برمودا نماینده  برمودا در مسابقات بین المللی است 